# Aleksandr Baryšnikov
Aleksandr Georgievič Baryšnikov (in russo Александр Георгиевич Барышников?; Chlya, 11 novembre 1948 – San Pietroburgo, 15 settembre 2024) è stato un pesista sovietico.

## Biografia
Segnò un primato di 22,00 m che fu anche record mondiale dal 1976 al 1978. In carriera vinse un argento e un bronzo ai giochi olimpici rispettivamente del 1980 e del 1976. Fu sua l'introduzione della tecnica rotatoria di lancio, usata per la prima volta in gara nel 1972.

## Record europei

### Master M35
- Getto del peso 7,260 kg indoor, 21,35 m ( Soči, 10 giugno 1984)

## Palmarès
| Anno | Manifestazione | Sede     | Evento         | Risultato | Misura  | Note |
| ---- | -------------- | -------- | -------------- | --------- | ------- | ---- |
| 1972 | Olimpiadi      | Monaco   | Getto del peso | 22º       | 18,65 m |      |
| 1973 | Universiadi    | Mosca    | Getto del peso | Bronzo    | 19,01 m |      |
| 1974 | Europei        | Roma     | Getto del peso | 4º        | 20,13 m |      |
| 1975 | Europei indoor | Katowice | Getto del peso | 6º        | 18,80 m |      |
| 1976 | Europei indoor | Monaco   | Getto del peso | Bronzo    | 20,02 m |      |
| 1976 | Olimpiadi      | Montréal | Getto del peso | Bronzo    | 21,00 m |      |
| 1978 | Europei indoor | Milano   | Getto del peso | 4º        | 19,95 m |      |
| 1978 | Europei        | Praga    | Getto del peso | Bronzo    | 20,68 m |      |
| 1980 | Olimpiadi      | Mosca    | Getto del peso | Argento   | 21,08 m |      |
| 1983 | Europei indoor | Budapest | Getto del peso | Argento   | 20,44 m |      |